# Andrzej Tomaszewicz (historyk)
Andrzej Konstanty Tomaszewicz (ur. 11 marca 1943 w Piotrkowie Trybunalskim, zm. 11 grudnia 2020) – polski historyk, doktor habilitowany nauk humanistycznych, senator I kadencji.

## Życiorys
Ukończył Liceum Ogólnokształcące im. Kazimierza Jagiellończyka w Sieradzu, a następnie studia na kierunku historia na Uniwersytecie Łódzkim. W latach 1966–1981 był zatrudniony jako nauczyciel w Sieradzu. W 1980 wstąpił do „Solidarności”, zasiadał w zarządzie Regionu Ziemia Sieradzka związku, redagował biuletyn regionalny. Po wprowadzeniu stanu wojennego internowano go na okres blisko roku do 4 grudnia 1982. Został zwolniony z pracy i objęty zakazem zatrudnienia w oświacie. W 1983 podjął pracę w Muzeum Okręgowym w Sieradzu. Pozostał działaczem związku, działał również w Klubie Inteligencji Katolickiej.
W latach 1989–1991 sprawował mandat senatora I kadencji, wybranego z ramienia Komitetu Obywatelskiego w województwie sieradzkim. Był członkiem Obywatelskiego Klubu Parlamentarnego, wchodził w skład Komisji Kultury, Środków Przekazu, Nauki i Edukacji Narodowej. W 1991 i w 1993 bez powodzenia kandydował do Senatu.
Po odejściu z parlamentu na Wydziale Filozoficzno-Historycznym Uniwersytetu Łódzkiego uzyskiwał stopnie naukowe doktora (w 1996 na podstawie pracy Życie kulturalne ośrodków miejskich guberni kaliskiej w latach zaborów) i doktora habilitowanego (w 2012 w oparciu o rozprawę Dobroczynność w guberni kaliskiej (1864–1914)). Pracował nadal w Muzeum Okręgowym, a także jako dyrektor wydziału kultury w administracji wojewódzkiej. Był również radnym powiatowym I kadencji i – do czasu przejścia na emeryturę – pracownikiem naukowym sieradzkiej filii UŁ.
Pochowany na cmentarzu parafialnym w Sieradzu.

## Odznaczenia
W 2008 otrzymał Krzyż Oficerski Orderu Odrodzenia Polski, a w 2020 Krzyż Wolności i Solidarności.